# Джогинг
Джогингът (или т.нар. бягане за здраве) е вид бавно бягане. През 1960-те и 1970-те става популярен в САЩ. Впоследствие популярността му намалява, като една от причините е, че натоварва тялото в голяма степен и най-вече коленните стави. Джогингът се използва, за да си почива човек, докато бяга. На начинаещите понякога е трудно да си представят, че човек може да си почива, докато бяга, но това е съвсем възможно. Джогингът обикновено се използва преди или след дни с напрегнати тренировки или за възстановяване след травма или по-дълга пауза. Джогингът изисква да се бяга наистина бавно, т.е. човек въобще да не се изморява или задъхва по време на бягането. Разтоварва сърцето и помага за сваляне на напрежението.

## Ползи
Монотонното и сравнително леко натоварване, траещо минимум 20 минути, активира секрецията на специфични биологични субстанции и води до:
- Изразходване на калории, намаляващо вредния холестерол
- Поддържане на добър общ тонус
- Балансиране на хормоналните нива
- Подобрен контрол и циркулация на телесните течности
- Подобрен съдов тонус и съкратимост на мускулите (включително на сърцето)
- Повишавена издръжливост и каляване на тялото
- Подобрение на настроението (при джогинга се секретира т.нар. хормон на щастието, отговорен за цялостния баланс в тялото и психиката)

Джогингът е препоръчван както за здрави хора, така и за профилактика или възстановяване от заболявания като артериална хипертония, исхемична болест на сърцето, преживян миокарден инфаркт и т.н.

## Рискове
Ползите от джогинга за безспорни, но има и някои рискове, свързани с него. Това особено важи при прекомерно или неправилно трениране. Грешките най-често се изразяват в ранно започване, некачествено разгряване, пренатоварване и недостатъчна почивка след джогинга. Прекаляването с физическата активност намалява дълготрайните ползи от джогинга. Хората със сърдечно-съдови проблеми трябва винаги да се консултират със специалист преди започване на физически тренировки.